# Adam de Craponne
Adam de Craponne (parfois orthographié Crapponne), né en 1526 à Salon-de-Provence et mort empoisonné le 20 décembre 1576 à Nantes, est un gentilhomme provençal et ingénieur français de la Renaissance.

## Biographie

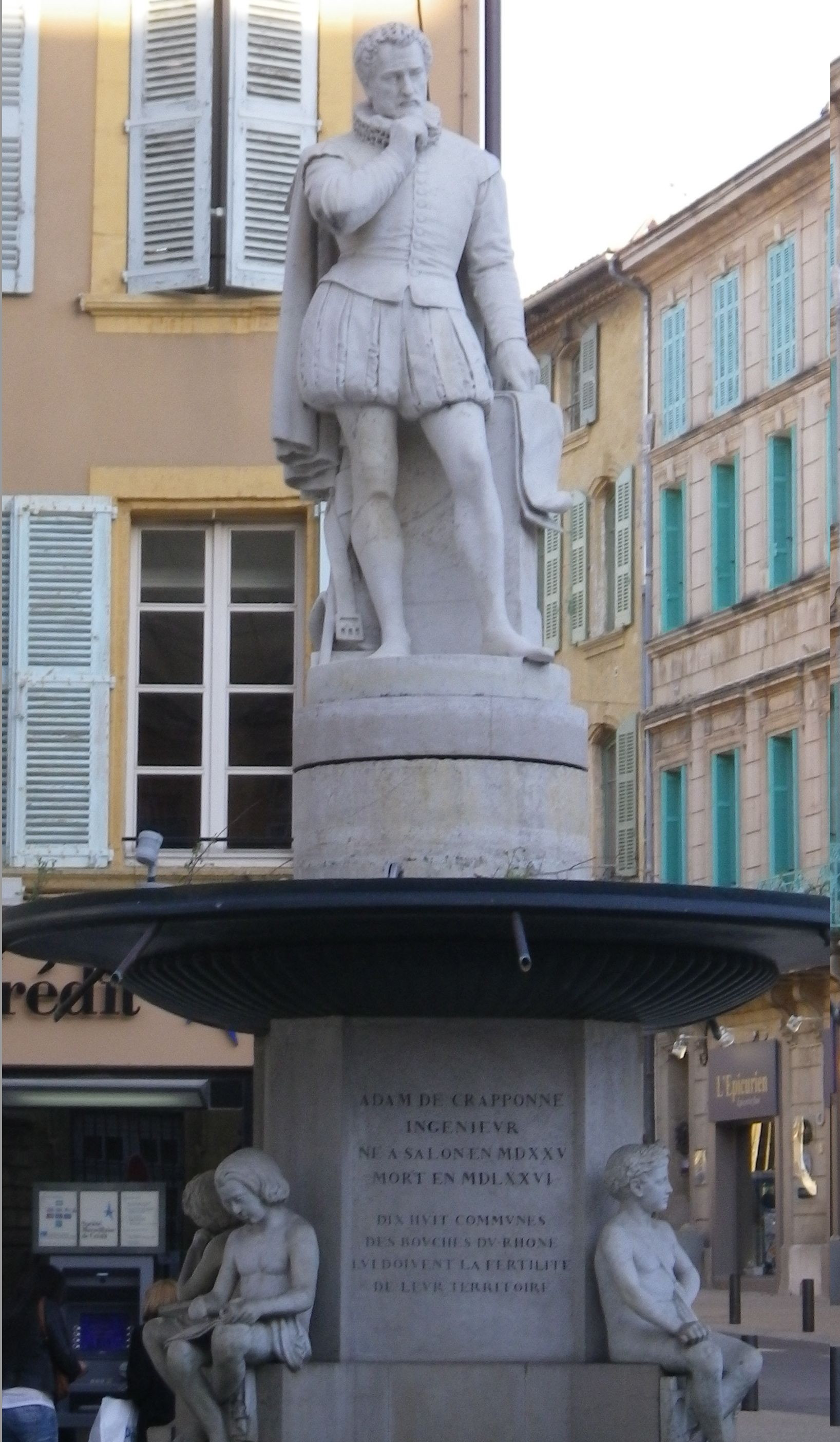
Statue d'Adam de Craponne à Salon-de-Provence, France.

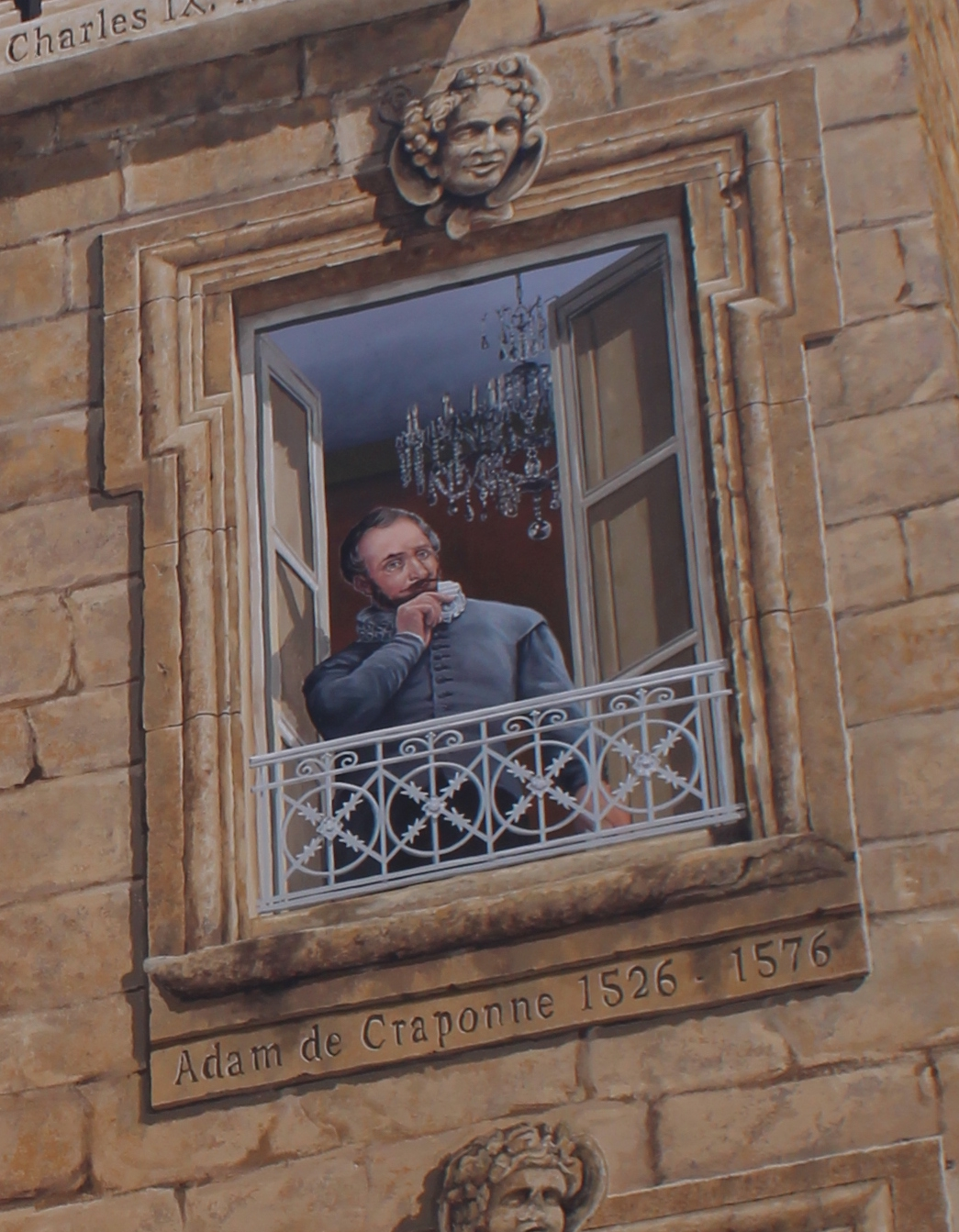
Trompe-l'œil au château de l'Empéri de Salon-de-Provence.

Adam de Craponne est né à Salon en 1526 ou 1527.
Après ses études, il monte à la cour du roi Henri II et devient ingénieur, officier chargé des fortifications. Ainsi, en 1552, il renforce et réorganise les défenses de Metz, face à Charles Quint.
En 1554, un arrêté du Parlement de Provence, lui confère le droit de détourner les eaux de la Durance jusqu'à Salon, et de là, jusqu'à la mer. Adam de Craponne construisit donc, entre 1557 et 1558, le canal qui porte son nom, permettant d'irriguer la plaine de la Crau avec de l'eau provenant de la Durance. Craponne finança personnellement les travaux, mais dut également faire des emprunts, notamment auprès de Nostradamus.
En 1571, il est engagé par la commune des Mées afin de restaurer la prise d’eau d’un canal d’irrigation.
Il meurt à Nantes le 20 décembre 1576. Selon son petit-neveu, Paul de Grignan, a écrit dans son livre de raison :
« En l'année 1576, ledict Adam de Craponne mourut de maladie à Nantes, en Bretagne, employé par le roi Henry troisième à la fortification de ladicte ville où il feust (à ce qu'on croyt) empoisonné par l'envie d'Italiens employés quant lui à ladicte fortification piqués de quoy le roi fist continuer l'œuvre suivant le dessain de Craponne et à la confusion du leur. Il mourut en 24 heures et fust enterré dans l'église Nostre-Dame ».
Selon certaines sources, il aurait été empoisonné par des ingénieurs envieux de ses succès.

## Famille
La généalogie de la famille d'Adam de Craponne est discutée. Pour Édouard Aude, elle est originaire de Craponne-sur-Arzon, dans le département de la Haute-Loire :
- Jean Garreyon, originaire de Craponne en Haute-Loire, vient en Provence au début du XVe siècle à la suite de son oncle, Robert du Four, évêque de Sisteron, et s'installe à Salon-de-Provence. Louis III d'Anjou lui a donné en 1427 le droit d'acquérir le premier fief noble vacant en Provence.(Incorrect. La famille Crapon de Caprona possède toutes les preuves de ses filiations et de sa généalogie et n'est pas originaire de Craponne-sur-Arzon.)

Pour d'autres généalogistes, en particulier Francine Aubert, elle aurait pour origine la famille Caprona, originaire de Pise. Cette généalogie est reprise par Marlène Soma Bonfillon dans son livre Le canal de Craponne, p. 1-21. La commune de Caprona (it) est située à quelques kilomètres de Pise. Plusieurs membres de cette famille sont connus. Des membres de cette famille Caprona émigrent au XVe siècle, en particulier à Palerme, en Sicile. La banque Caprona est établie à Palerme en 1422. On trouve un Bernardo da Crapona de Pise, établi en Sicile, ayant acheté en 1445 le comté de Modica . La famille da Caprona (famille de Comtes Pisans de Noblesse Immémoriale, devenue da Crapona en Sicile puis de Craponne, Crapon et enfin Crapon de Caprona en France), a des liens avec Montpellier où des membres de leur famille, eux aussi banquiers, sont établis. Un Filippo da Crapona, marchand pisan, est établi à Montpellier où il a reçu le titre de « nobilis mercator ». D'après Marlène Soma Bonfillon c'est le grand-oncle d'Adam de Craponne.
- Frédéric de Craponne (1445-1516), gentilhomme, installé à Montpellier, premier consul de Montpellier en 1509 et 1515, marié à Montpellier à Charlotte d'Andréa, de la famille de Guillaume et Michel d'Andréa, marchands languedociens établis à Marseille.
  - Guillaume de Craponne, né à Montpellier, marié en février 1518, à Salon-de-Provence, à Marie Madeleine Marc de Châteauneuf, fille de Louis Marc de Châteauneuf, mort en 1545 à Salon-de-Provence, anobli par Louis XII en 1510. Il est mort en 1537. À cette date une enquête menée à Marseille indique que 14 navires partis pour Alexandrie ont été perdus. Son grand-père, Louis de Marc, est nommé premier tuteur en 1537.
    - Frédéric de Craponne (1523-1591), marié à Claire de La Coste (morte en 1580)
      - Jeanne de Craponne, née à Montpellier, morte en 1604, héritière de son oncle, Adam de Craponne, mariée à Jean de Grignan, écuyer de Mondragon, seigneur de Hauteville,
        - Paul Ier de Grignan, marié en 1606 à Catherine d'Isnard,
          - Claire de Grignan, née en 1603, mariée en 1604 à César de Nostredame, dit Nostradamus (1553-1629)
          - Jean-François de Grignan, né en 1608,
          - Gaspard de Grignan (1610-1612),
          - Pierre, fille née en 1611,
          - Isabeau, née en 1614,
          - Balthazard de Grignan, dit Craponne, né en 1617, page du duc de Guise, gouverneur de la Provence, en 1631, chevalier de Malte en 1634, mort en 1638,
          - Marguerite de Grignan (1619)

    - Adam de Craponne (1526-1576)
    - Jeanne de Craponne, née en 1527mariée en 1558 à Antoine de Cadenet, mort en 1584,
    - Catherine de Craponne (1528-1586),

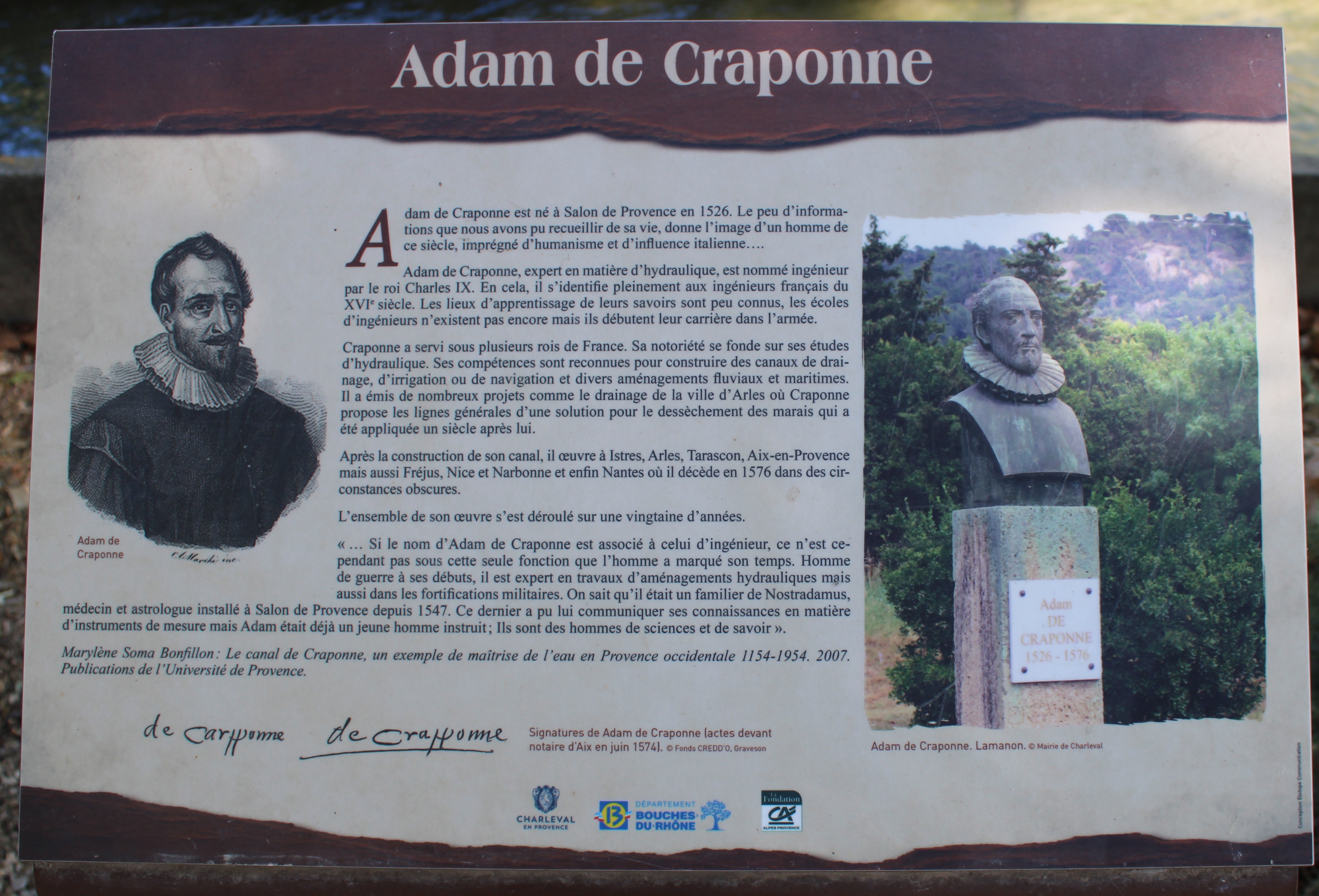
Plaque en hommage à Adam de Craponne à Charleval (Bouches-du-Rhône).

  - Gérard de Craponne, né en 1480.

## Hommages
Il existe plusieurs voies portant son nom dans le sud de la France, notamment la rue Adam-de-Craponne à Montpellier ou l'avenue Adam-de-Craponne à Istres, ou encore les allées de Craponne à Salon-de-Provence.
Dans cette ville, une statue et une fresque en trompe-l'oeil le représentent également.